# Staurodesmus pachyrhynchus
Staurodesmus pachyrhynchus  là một loài Song tinh tảo trong họ Desmidiaceae, thuộc chi Staurodesmus.